# Electronic Fun with Computers and Games
Electronic Fun with Computers & Games était un magazine de jeux vidéo publié aux États-Unis et publié de novembre 1982 à mai 1984. Les deux dernières parutions ont été renommées ComputerFun.
Il s'agit du premier magazine à avoir fait concurrence à Electronic Games.